# 静岡県道409号大須賀掛川停車場線
静岡県道409号大須賀掛川停車場線（しずおかけんどう409ごう おおすかかけがわていしゃじょうせん）は静岡県掛川市を通る一般県道である。一部未開通区間あり。

## 概要
旧大須賀町側は整備されたためほぼ2車線道路であるが、旧大東町側は道が狭く険しい。静岡県道251号袋井小笠線との交点以北は区域未決定である。

### 路線データ
- 起点 : 掛川市西大渕（静岡県道69号相良大須賀線交点）
- 終点 : 掛川市（JR東海道線掛川停車場）

## 通過する自治体
- 静岡県
  - 掛川市

## 接続路線
- 静岡県道69号相良大須賀線
- 静岡県道251号袋井小笠線